# Épisodes de Ben and Kate
Cet article présente les épisodes de la série télévisée américaine Ben and Kate.

## Généralités
- Aux États-Unis, la série est diffusée depuis le 25 septembre 2012 sur le réseau FOX.
- Au Canada, elle est diffusée en simultané sur Citytv.
- Elle est inédite dans les pays francophones.

### Synopsis
Kate Fox a suivi les règles, toute sa vie ... jusqu'à ce qu'elle tombe enceinte à l'université et soit abandonnée peu avant l'obtention de son diplôme. Après la naissance de sa fille, Maddie, Kate a mis ses vingt ans en attente.

## Distribution

### Acteurs principaux
- Nat Faxon : Ben Fox
- Dakota Johnson : Kate Fox
- Maggie Elizabeth Jones : Maddie
- Lucy Punch : BJ
- Echo Kellum : Tommy

### Acteurs récurrents
- Geoff Stults : Will
- Olivia Moss : Kate, jeune
- Henry Shotwell : Ben, jeune

## Épisodes

### Épisode 1:Mon frère, son ex et nous
- États-Unis /  Canada : 25 septembre 2012 sur FOX[1] / Citytv
- France : 19 juillet 2014 sur W9[2]
- Belgique : 12 juillet 2015 sur RTL-TVI[3]

- États-Unis : 4,21 millions de téléspectateurs[4] (première diffusion)

- Jon Foster (George)
- Lauren Anne Miller (Darcy)
- Olivia Moss (Young Kate)
- Henry Shotwell (Young Ben)
- Jayne Taini (Baby Sitter)
- Sam Daly (Kate's Boyfriend)
- Brandon Gibson (Darcy's Groom)

### Épisode 2:Oh mon bateau!
- États-Unis /  Canada : 2 octobre 2012 sur FOX / Citytv
- France : 19 juillet 2014 sur W9
- Belgique : 26 juillet 2015 sur RTL-TVI

- États-Unis : 3,22 millions de téléspectateurs[5] (première diffusion)

- Vernee Watson (Gladys Adams)
- Tom Wright (en) (Melvin Adams)
- Olivia Moss (Young Kate)
- Henry Shotwell (Young Ben)
- Alan Ruck (Principal Feeney)
- Austin Michael Coleman (Zitty Teenage Supervisor)
- Akinsola Aribo (Hall Monitor)
- Loretta Fox (Helen)
- Will McLaughlin (Fun Dad)
- Gita Reddy (School Mom)
- Doug Simpson (UPS Guy)
- S.E. Perry (Sergeant Edwards)
- Dalton Grant (Manager)
- Claire Lanay (Retail Girl)

### Épisode 3:La chasse au trésor
- États-Unis /  Canada : 9 octobre 2012 sur FOX / Citytv
- France : 19 juillet 2014 sur W9
- Belgique : 2 août 2015 sur RTL-TVI

- États-Unis : 3,23 millions de téléspectateurs[6] (première diffusion)

- Henry Shotwell (Young Ben)
- Olivia Moss (Young Kate)
- Tom Fitzpatrick (Walter)
- Ruth Silveria (Lydia)
- Ayumi Iizuka (Receptionist)
- Laird Macintosh (Roger)

### Épisode 4:21 ans encore
- États-Unis /  Canada : 16 octobre 2012 sur FOX / Citytv
- France : 19 juillet 2014 sur W9
- Belgique : 9 août 2015 sur RTL-TVI

- États-Unis : 2,7 millions de téléspectateurs[7] (première diffusion)

- Rosa Salazar (Molly)
- Lauren Miller (Darcy)
- Whitmer Thomas (Toad)
- Cheryl Francis Harrington (Pearl)
- Rob Gleeson (Dancing Dude)
- Frederick Lawrence (Bouncer)
- T.W. Leshner (Dude)

### Épisode 5:Au secours, tout va bien!
- États-Unis /  Canada : 23 octobre 2012 sur FOX[8] / Citytv
- France : 19 juillet 2014 sur W9
- Belgique : 16 août 2015 sur RTL-TVI

- États-Unis : 2,99 millions de téléspectateurs[9] (première diffusion)

- Rob Corddry (Buddy)
- Olivia Moss (Young Kate)
- Henry Shotwell (Young Ben)
- Jaylan Tucker (Young Tommy)
- Lindsay Sloane (Louise)

### Épisode 6:Very Bad Trip
- États-Unis /  Canada : 30 octobre 2012 sur FOX / Citytv
- France : 19 juillet 2014 sur W9
- Belgique : 23 août 2015 sur RTL-TVI

- États-Unis : 3,01 millions de téléspectateurs [11] (première diffusion)

- Josh Kelly (Steve)
- Geoff Stults (Will)
- Dylan Ballard (Kid # 1)
- Nicci Claspell (Drunk Girl)
- Tara Holt (Hot Party Girl)
- Alesksei Archer (Slutty Princess #1)
- Rachel Risen (Slutty Princess #2)

### Épisode 7:Opération ça mijote
- États-Unis /  Canada : 13 novembre 2012 sur FOX / Citytv
- France : 19 juillet 2014 sur W9
- Belgique : 30 août 2015 sur RTL-TVI

- États-Unis : 2,39 millions de téléspectateurs [12](première diffusion)

- Geoff Stults (Will)
- Michael Patrick McGill (Ron/Working Dad)
- Rachel Cannon (Joanne/Hot Mom)
- Marypat Farrell (Mom # 1)
- Jennifer Say Gan (Mom # 2)
- Ryan Pinkston (Kenny/Sam)

### Épisode 8:La dinde de la farce
- États-Unis /  Canada : 20 novembre 2012 sur FOX / Citytv
- France : 19 juillet 2014 sur W9
- Belgique : 6 septembre 2015 sur RTL-TVI

- États-Unis : 2,35 millions de téléspectateurs[13] (première diffusion)

- Geoff Stults (Will)
- Amber Stevens (Anna)
- Rafi Silver (Soroush)
- Tony Cavalero (Donovan)
- Andy Forrest (Justice of the Peace)
- Marty Dew (Drunk Dude)

### Épisode 9:Trop de la balle!
- États-Unis /  Canada : 27 novembre 2012 sur FOX / Citytv
- France : 19 juillet 2014 sur W9

- États-Unis : 2,82 millions de téléspectateurs[14] (première diffusion)

- Geoff Stults (Will)
- Brad Benedict (Rick)
- Alex Backes (Brian)
- Quinn Emmett (Corey)
- Art LaFleur (Mr. Carlson)
- Leslie Grossman (Nan)
- Dagney Kerr (Karen)
- Keisuke Hoashi (Golfer # 1)
- Lou Richards (Golfer # 2)
- Dave "Gruber" Allen (Scott)

### Épisode 10:Camping
- États-Unis /  Canada : 4 décembre 2012 sur FOX / Citytv
- France : 26 juillet 2014 sur W9

- États-Unis : 2,60 millions de téléspectateurs[15] (première diffusion)

- Geoff Stults (Will)
- Brittany Snow (Lila)
- Marliss Amiea (Saleswoman)
- Olivia Moss (Young Kate)
- Henry Shotwell (Young Ben)
- Colleen Smith (Woman # 1)
- Mary Kate Schellhardt (Woman # 2)
- Isidora Goreshter (Woman # 3)

### Épisode 11:Par-dessus tout
- États-Unis /  Canada : 8 janvier 2013 sur FOX / Citytv
- France : 26 juillet 2014 sur W9

- États-Unis : 2,36 millions de téléspectateurs[16] (première diffusion)

- Rob Corddry (Buddy)
- Jane Seymour (Wendy)
- Kai Scott (Norman)
- Justice Griffin (Kevin)
- Rachel Quaintance (Ms. West)
- David Hornsby (Matt Swan)
- Jeffery S. Smith Jr. (Counter Worker)

### Épisode 12:À fond de train
- États-Unis /  Canada : 15 janvier 2013 sur FOX[18] / Citytv
- France : 26 juillet 2014 sur W9

- États-Unis : 2,20 millions de téléspectateurs[19] (première diffusion)

- Brittany Snow (Lila)
- Melinda McGraw (Vera Everson)
- Aaron Takahashi (Mailman)
- Cedric Yarbrough (Seth)
- Robert Craighead (Old Man # 1)
- Jerry Boyd (Old Man # 2)
- Pamela Shaddock (Woman # 1)
- Rene Ashton (Woman #2)
- Thor Edgell (Business Man)

### Épisode 13:J'ai toujours rêvé de faire de la pâtisserie
- États-Unis /  Canada : 22 janvier 2013 sur FOX[18] / Citytv
- France : 26 juillet 2014 sur W9

- États-Unis : 2,53 millions de téléspectateurs[20] (première diffusion)

- Geoff Stults (Will)
- Melinda McGraw (Vera)
- Sarah Burns (Stephanie)
- Rene Rube (Michael)
- Luka Jones (Lance)
- Victoria Kelleher (Jane)
- Dave Holmes (Director)
- Mikey McKernan ("Ramone's Pizza Plus")
- Raymond Lee (Wonton Wok)

### Épisode 14:Rocky 1, 2, 3
- États-Unis /  Canada : non-diffusé
- France : 26 juillet 2014 sur W9

- Brittany Snow (Lila)
- Bruce McGill (Randy)
- Niecy Nash (Roz)
- Kai Scott (Norman)
- Tim Bagley (Mr. Caruthers)
- Clyde Kusatsu (Mr. Su)
- Carter Sand (Kid # 1)
- Judy Kain (Interviewer)

### Épisode 15:Le roi de la danse
- États-Unis /  Canada : non-diffusé
- France : 26 juillet 2014 sur W9

### Épisode 16:Amour toujours, amour jamais
- États-Unis /  Canada : non-diffusé
- France : 26 juillet 2014 sur W9

## Audiences aux États-Unis
| Épisode | Titre original  | Titre en français                            | Chaîne | Date de diffusion originale | Audiences | Pdm sur les 18-49 ans |
| ------- | --------------- | -------------------------------------------- | ------ | --------------------------- | --------- | --------------------- |
| 1       | Pilote          | Mon frère, son ex et nous                    | FOX    | 25 septembre 2012           | 4.21      | 2.1                   |
| 2       | Bad Cop/Bad Cop | Oh mon bateau !                              | FOX    | 2 octobre 2012              | 3.22      | 1.6                   |
| 3       | The Fox Hunt    | La chasse au trésor                          | FOX    | 9 octobre 2012              | 3.23      | 1.5                   |
| 4       | 21st Birthday   | 21 ans encore                                | FOX    | 16 octobre 2012             | 2.70      | 1.2                   |
| 5       | Emergency Kit   | Au secours, tout va bien !                   | FOX    | 23 octobre 2012             | 2.99      | 1.4                   |
| 6       | Scaredy Kate    | Very Bad Trip                                | FOX    | 30 octobre 2012             | 3.01      | 1.4                   |
| 7       | Career Day      | Opération ça mijote                          | FOX    | 13 novembre 2012            | 2.39      | 1.1                   |
| 8       | Reunion         | La dinde de la farce                         | FOX    | 20 novembre 2012            | 2.35      | 1.1                   |
| 9       | Guitar Face     | Trop de la balle !                           | FOX    | 27 novembre 2012            | 2.82      | 1.4                   |
| 10      | The Trip        | Camping                                      | FOX    | 4 décembre 2012             | 2.60      | 1.1                   |
| 11      | B-Squad         | Par-dessus tout                              | FOX    | 8 janvier 2013              | 2.36      | 1.2                   |
| 12      | Girl Problems   | À fond de train                              | FOX    | 15 janvier 2013             | 2.20      | 1.1                   |
| 13      | Bake-Off        | J'ai toujours rêvé de faire de la pâtisserie | FOX    | 22 janvier 2013             | 2.53      | 1.2                   |